# Fantasilandia
Fantasilandia es un parque de diversiones inaugurado el 26 de enero de 1978 y localizado en el parque O'Higgins en Santiago, la capital de Chile.

## Historia

### Antecedentes

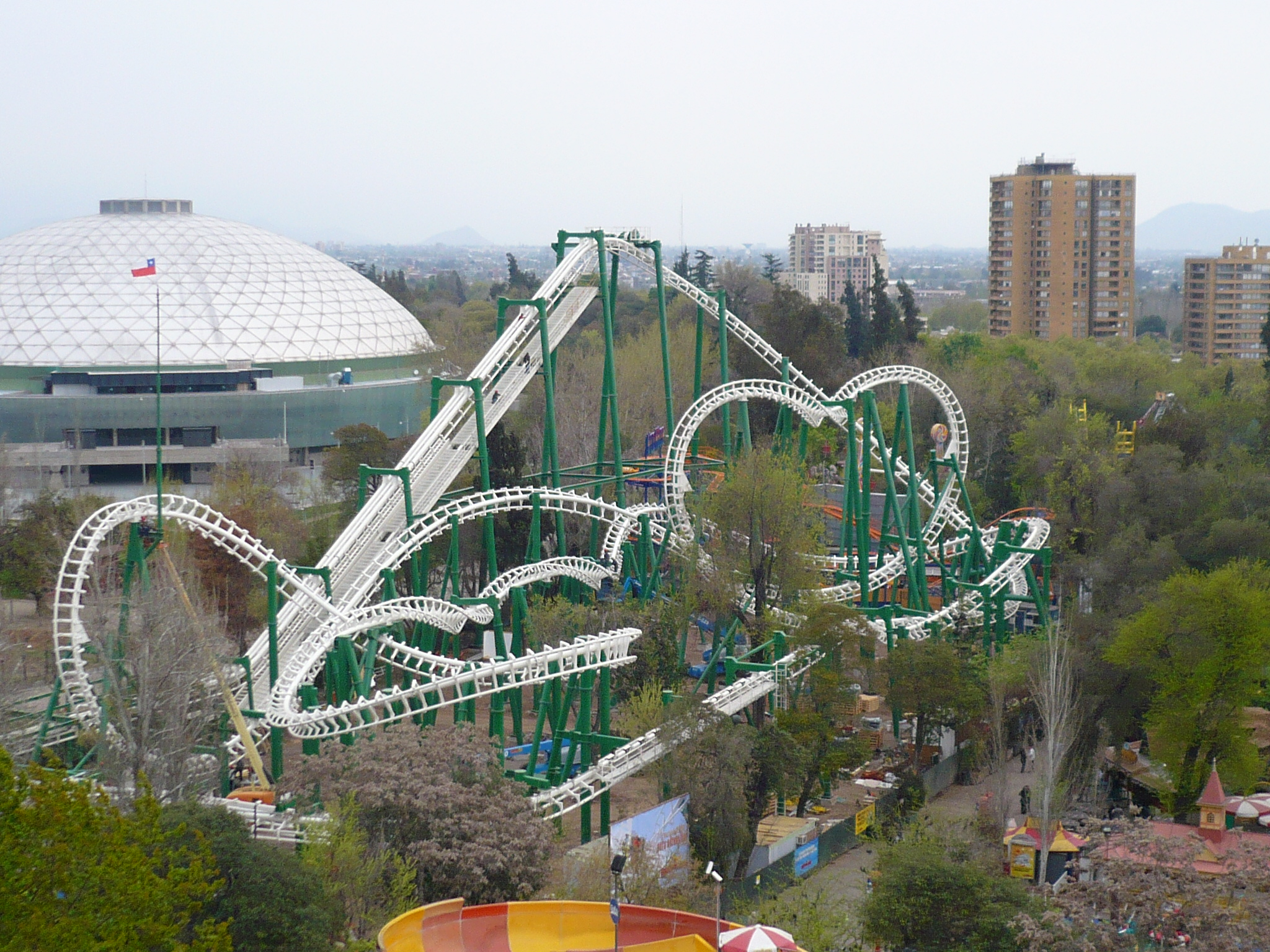
Raptor.

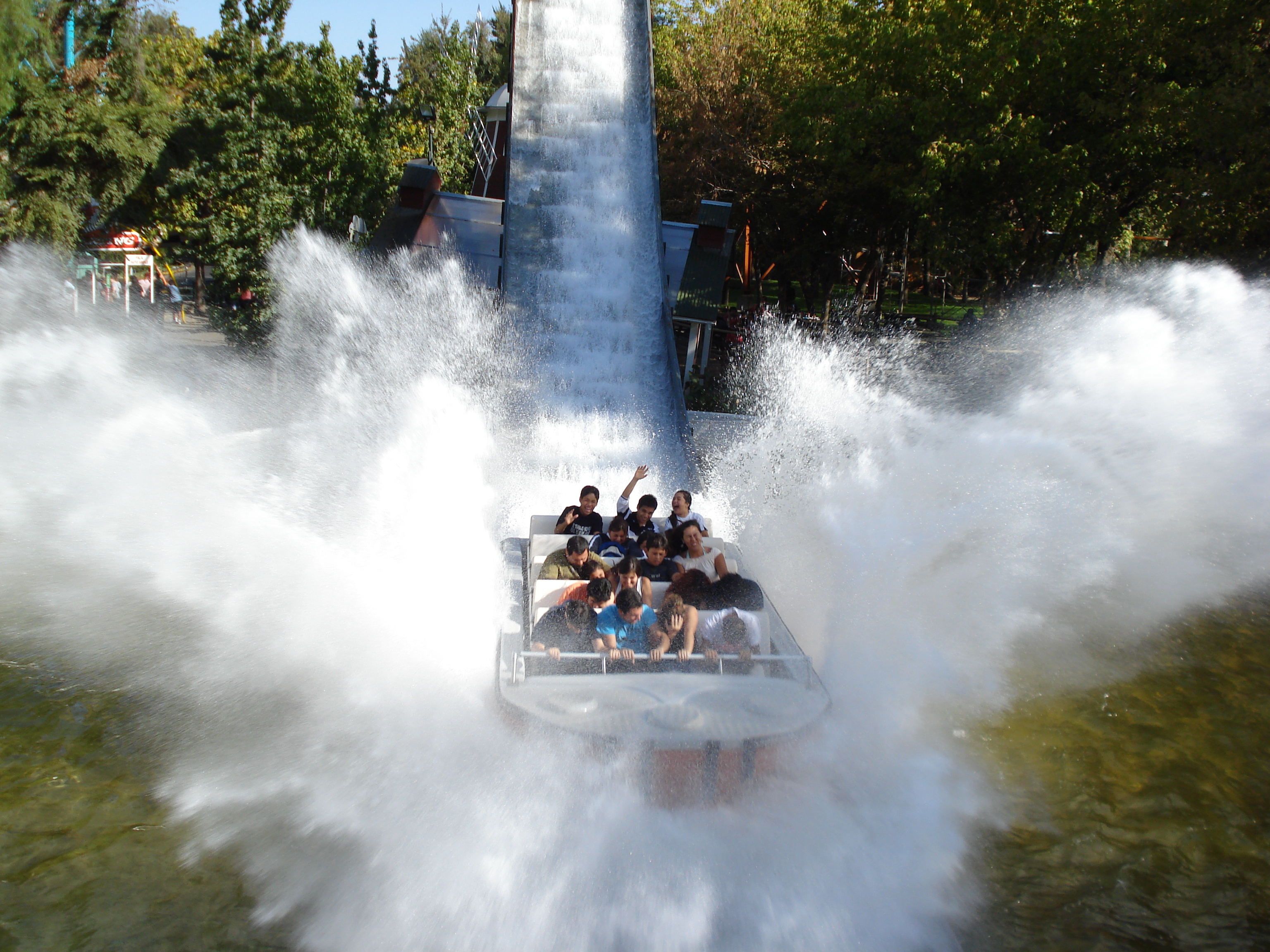
Tsunami.

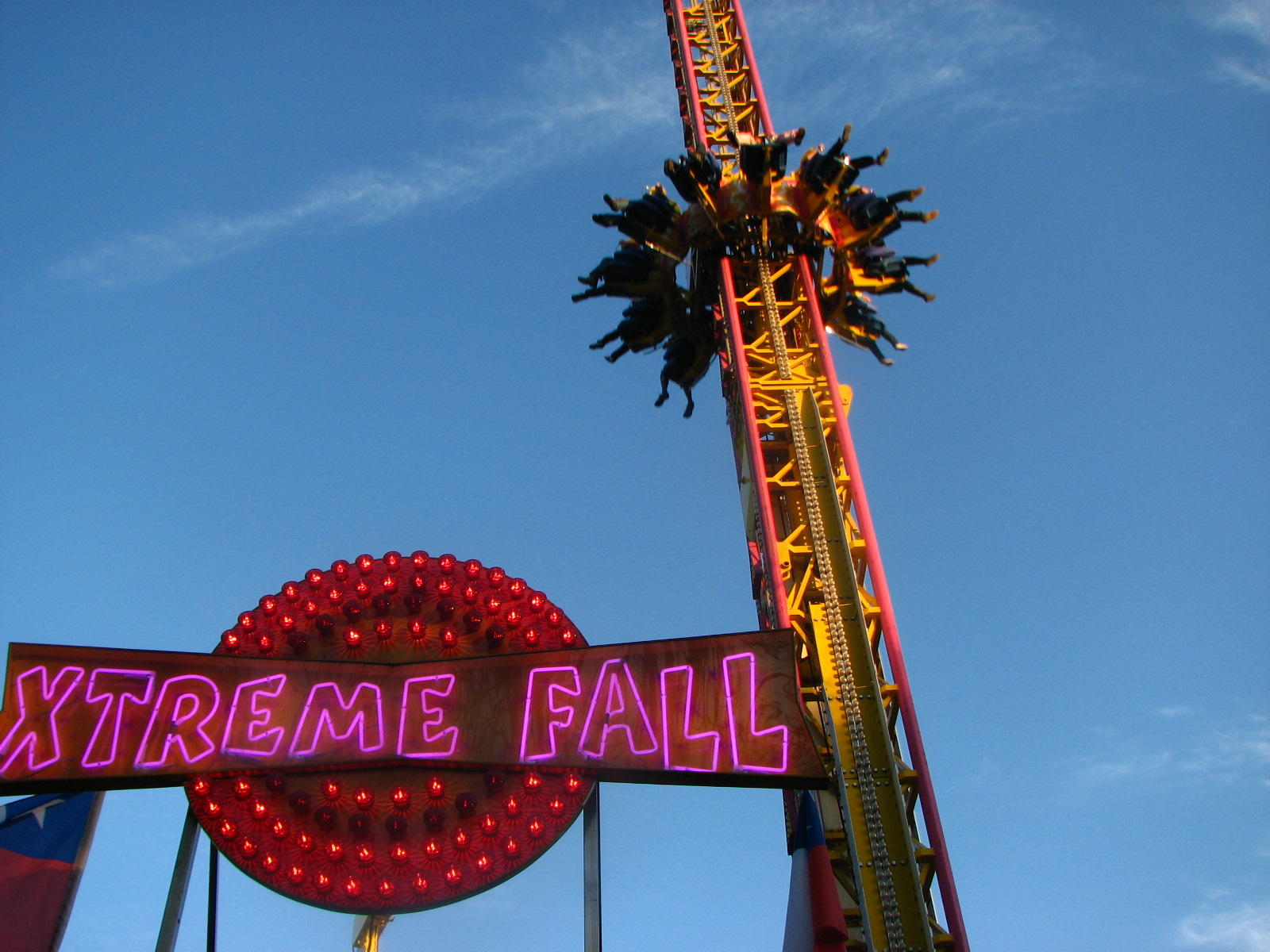
Xtreme Fall.

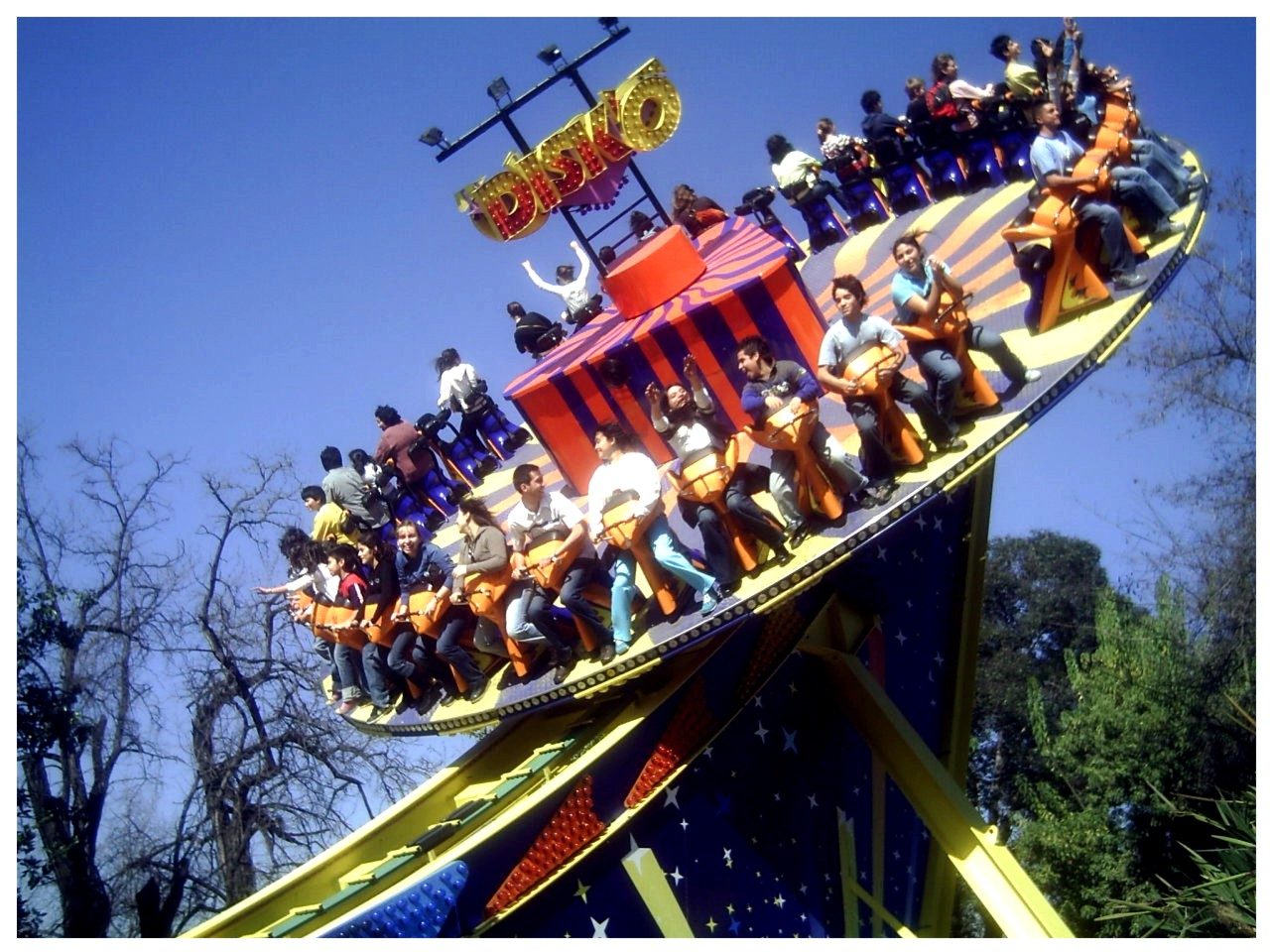
Disko.

El sacerdote Josse Van Der Rest y el agrónomo Gerardo Arteaga se conocieron en el Colegio San Ignacio. El sacerdote llegó en 1958 a Chile, desde Bélgica, con el mandato de hacerse cargo de las hospederías del Hogar de Cristo y de paso, fundó la Tropa Scout Cruz de la Montaña en el colegio.
Van Der Rest era un personaje muy llamativo. Antes de consagrarse a la vida religiosa había sido francotirador en la Segunda Guerra Mundial y espía para los ingleses contra los alemanes. A través de sus increíbles historias logró entablar una relación cercana con muchos jóvenes del grupo scout, entre ellos, Gerardo Arteaga.
Con el tiempo ambos perdieron contacto. Arteaga estudió agronomía y comenzó varios emprendimientos relacionados con el campo y luego con el movimiento de tierra, negocio a través del cual tenía un taller mecánico que le permitía realizar la mantención de la maquinaria. En ese tiempo ya estaba casado con María Inés Cerda y había pasado mucho tiempo desde la última vez que había visto al sacerdote Van Ser Resto. Pero en 1975, un llamado telefónico urgente los acercó nuevamente. El Hogar de Cristo estaba en serios problemas económicos. “Me dijo: "Estamos totalmente financiados, nuestros viejitos no tienen qué comer mañana y yo necesito conseguir plata", recuerda Arteaga.
“Yo no tengo el dinero”, le dijo Arteaga a Van Der Rest. “Consigue un crédito” -le respondió-. “Y ¿cómo me vas a pagar?” -le preguntó-. “Jamás te voy a pagar, pero tengo unos autos scooter que estamos vendiendo y te puedes quedar con ellos”. Evan Der Rest había traído de Europa esos scooter o coches de choque (conocidos en Chile como autitos chocones) y durante muchos años fueron una fuente importante de financiamiento para el Hogar de Cristo.
Los arrendaba principalmente a la FISA y a otras ferias similares en regiones. Sin embargo, con la llegada de la Unidad Popular al gobierno, en 1973, fueron requisados y entregados a los trabajadores. El mal cuidado y la falta de mantención terminaron dejándolos en estado de abandono.
En ese momento primó el espíritu ignaciano, el respeto y la confianza que Gerardo Arteaga le tenía a este inusual sacerdote. Pidió un préstamo al banco, se lo dio y se quedó con un montón de chatarra que llevó a los talleres mecánicos para ver si algo se podía rescatar.
Lo que parecía imposible se logró y el 29 de diciembre de 1975 instalaron los autos chocados en el Estero Marga Marga, en Viña del Mar, con gran éxito. Luego los trasladaron a Santiago, a un sitio ubicado en Avenida Kennedy, frente a lo que hoy es el Parque Arauco, donde también tuvieron una gran afluencia de público.

### Origen y fundación
Pero fue un viaje de negocios de Arteaga a Brasil, donde la empresa de movimiento de tierra tenía operaciones, lo que terminó de moldear la idea de instalar un parque de diversiones en Santiago. “Cerca de nuestra oficina allá, en Sao Paulo, se acababa de inaugurar un parque. De ahí comencé a sacar ideas, hasta que, en uno de estos viajes, me convencí: ‘Esto hay que hacerlo en Chile’, pensé”.
Gerardo Arteaga llegó un sábado de regreso de su viaje a Brasil, le contó su idea a María Inés. Tener un parque de diversiones parecía completar perfectamente su proyecto de vida. Para ellos, la familia era muy importante y dedicarse a la entretención sana para jóvenes y niños parecía un negocio hecho a la medida.
El lunes siguiente, a las 8.00 de la mañana, llamó a la Municipalidad de Santiago en busca de patrocinio. Ese llamado lo contestó el propio Patricio Mekis, alcalde de la época, y cinco días después Arteaga se reunió con él para explicarle el proyecto, que a esas alturas no era más que una idea y unos autos chocados que habían sido del Hogar de Cristo. Aun así, lo convenció.
Con el apoyo de la Municipalidad de Santiago y de tres socios que se incorporaron al proyecto, Enrique Rodríguez Calvo y los hermanos Juan Pablo y Alfonso Barriles Correa, lograron conseguir un crédito Corfo, que tenía como garantía un fundo de propiedad de la familia Arteaga.
Además, la confianza que generaba Gerardo Arteaga hizo el resto. Logró comprar juegos en Europa con condiciones muy favorables, solo porque empresarios españoles, italianos y alemanes creyeron en él.
Los socios que fueron invitados a este proyecto ya habían participado con Gerardo Arteaga en otros negocios, conocerlos era clave, porque todo lo que estaba por venir era riesgo y mucho trabajo. Nadie en Chile tenía experiencia en parques de diversiones y tampoco ellos, que venían del mundo agrícola.
Así, el 26 de enero de 1978, Fantasilandia abrió sus puertas, con la bendición del sacerdote Van Ser Resto, quien ese día se subió nuevamente a los scooter que le había vendido a Arteaga. Desde entonces, cada año el sacerdote y el agrónomo vuelven a juntarse para inaugurar las nuevas atracciones del parque.[cita requerida] Fantasilandia ha sido un referente en la infancia y adolescencia de todos los chilenos.[cita requerida]

### Línea de tiempo
- 1978: El 26 de enero se inauguró Fantasilandia. El parque se construyó en un tiempo récord de 115 días y en la inauguración participó el alcalde de Santiago, Patricio Mekis. El parque comenzó a funcionar con ocho juegos: Pulpo, Century 2000, Mansión Siniestra, Carrusel, Ford T, Amor Expresa, Alfombra Mágica y los autos chocadores.
- 1984: El 6 de enero se inauguró la ampliación del Parque tras seis años de funcionamiento y luego de que más de cinco millones de personas visitaran Fantasilandia, se sumaron 12.500 m² adicionales, que entonces albergaban 25 atracciones. El proyecto significó una gran inversión y recibió el apoyo de la Municipalidad de Santiago, que ese año tenía como objetivo “Regalar Santiago a los niños”.
- 1990: El 11 de julio fue inaugurado el restaurante Palacio de Cristal, instalando un nuevo concepto en el servicio de comidas del parque. Inspirado en la Bella Époque, el restaurante se abrió con una capacidad para 300 personas sentadas y un sector de mini Dowling.
- 1996: El 28 de junio Fantasilandia inició una nueva etapa de crecimiento. Con la incorporación de la famosa montaña rusa Boomerang, el parque comenzó a traer atracciones de clase mundial, presentes en los parques más importantes del mundo. Con 40 metros de altura máxima, un Lopo de 360 grados, 572 metros de circuito y un recorrido en 100 segundos.
- 2013: La celebración de los 35 años de Fantasilandia marcó un hito en su historia. Más de 30 millones de personas habían disfrutado del parque para esa fecha y sus juegos habían funcionado más de 250 millones de veces. Eran muchos recuerdos y logros para celebrar.
- 2015: La Asociación Internacional de Parques de Diversiones y Atracciones (Apa) nombró a Gerardo Arteaga Cerda como su presidente para el periodo 2015. Esta organización representa a más de 5.300 empresas, proveedores y miembros individuales provenientes de 99 países, incluyendo los parques más grandes del mundo.
- 2018: Fantasilandia celebra 40 años e inaugura la torre Fly Over, una atracción única en América Latina.
- 2027: Traslado a la comuna de San Bernardo.

## Atracciones

### Adrenalina
- Air Race [Construido por Zamperla, abierto en 2013]
- Raptor (montaña rusa invertida) [Construido por Vekoma, abierto en 2009]
- Boomerang (montaña rusa launched) [Construido por Vekoma, abierto en 1996]
- Kamikaze (paseo) [Construido por Fabbri Group, abierto en 1993]
- Xtreme Fall (torre de caída libre) [Construido por Fabbri Group, abierto en 2002]
- Top Spin [Construido por Huss Rides, abierto en 2004]
- Volare [Construido por Wisdom Rides, abiertos en 2011]
- Tren Minero [Construido por Vekoma, abierto en diciembre de 2015]
- Fly Over [Construido por Funtime, abierto en diciembre de 2017]
- Moby Dick [Construido por Wisdom Rides, abierto en 2015]
- Spider [Construido por Zamperla, abierto en 2020]

### Familiares
- Tren CP
- Disko [Construido por Zamperla, abierto en 2005]
- Skooter [Construido por Barbieri]
- Black Hole [Construido por Fantasilandia, abierto en 1994]
- Ford T
- Crazy Dance [Construido por Fabbri Groupo, abierto en 1999]
- Barco Pirata [Construido por S.D.C, abierto en 1982]
- Wild Mouse (primera Wild mouse en Latinoamérica) [Construido por Zamperla, abierto en 2006]
- Rapid River [Construido por Fantasilandia, abierto en 2003]
- La Monga (espectáculo cómo una mujer se transforma en un gorila) [Construido por compañía local]
- Tsunami [Construido por Intamin Amusement Rides, abierto en 2008]
- Tagada [Construido por Fabbri Group, abierto en 2017]

### Zona Kids
- Tren CP
- Montaña Dragón (montaña rusa motorizada) [Construido por Zamperla, originalmente en Condominio]
- Mini Splash [Construido por Fantasilandia, abierto en 2005]
- Carrusel
- Mini Bongo
- Fire Chef [Construido por Zamperla, abierto en 2006]
- Bullying
- Boing & Boing [Construido por Zamperla, abierto en 2009] (sustituido por "El Faro")
- Twister [Abierto en 2005, originalmente en Condominio]
- The Pirate Revenge (Twist 'n' Splash) [Mack Rides, abierto en 2014]
- El Faro [Abierto en 2017]
- Samba Balloon [Construido por Zamperla, abierto en 2017]

### Pagados
- Striker
- Tiro al Payaso
- Pesca Milagrosa
- Soccer
- Sting Fate
- Castillo Encantado [Construido por Fantasilandia, abierto en 2003]
- Derby